# Luděk Kovačík
Luděk Kovačík (* 24. August 1961 in Jihlava) ist ein ehemaliger tschechoslowakischer Fußballspieler.

## Karriere

### Verein
Mittelfeldakteur Kovačík stand von der Saison 1982/83 bis in die Spielzeit 1989/90 in Reihen des tschechoslowakischen Erstligisten TJ Vítkovice. In diesem Zeitraum absolvierte er 202 Erstligaspiele und erzielte 35 Tore. In der Saison 1985/86 wurde er mit der Mannschaft Tschechoslowakischer Meister. Im Europapokal der Landesmeister erreichte sein Team 1986/87 das Achtelfinale, wozu er im beim 2:2 im Hinspiel gegen Paris Saint-Germain einen Treffer beitrug. Im UEFA-Pokal der Spielzeit 1987/88 gelangte man bis ins Viertelfinale. Im Zuge des Falls des Eisernen Vorhangs wechselte er in den Westen und schloss sich zunächst in der Saison 1990/91 dem FC Sachsen Leipzig an, für den er 13 Ligaspiele (kein Tor) bestritt. In den Spielzeiten 1992/93 und 1993/94 stand er im Kader der Sportfreunde Siegen.

### Nationalmannschaft
Kovačík lief elfmal (kein Tor) für die U-18, einmal (kein Tor) für die Olympiaauswahl und siebenmal (ein Tor) in der U-21 der ČSSR auf. Zudem wurde er zweimal (kein Tor) in der tschechoslowakischen A-Nationalmannschaft eingesetzt.